# Phong Dương
Phong Dương là bút danh của nhóm vẽ truyện tranh Việt Nam gồm 2 tác giả là Nguyễn Thành Phong và Nguyễn Khánh Dương. Bắt đầu đi vào hoạt động từ năm 2004, nhóm vẽ đã có tác phẩm in trên các tạp chí Truyện Tranh Trẻ, Hoa Học Trò, Thần đồng Đất Việt Fanclub, Truyện Tranh Việt... Thành công lớn nhất của Phong Dương là đã thoát ra khỏi ảnh hưởng của manga (Nhật Bản) gần như đã thành truyền thống trong phong cách vẽ của nhiều nhóm vẽ trẻ ở Việt Nam.

## Tác phẩm tiêu biểu
- Nhi & Tũn (2004)
- Long Thần Tướng (2004–nay)
- Orange (2005–nay)

## Xuất bản
Tất cả các tác phẩm của Phong Dương đều được xuất bản dưới hình thức truyện dài kì trên các tạp chí truyện tranh. Theo công ty TNHH Phan Thị, đơn vị đang sở hữu bộ truyện Thần Đồng Đất Việt, tập 1 bộ truyện tranh Orange sẽ được ra mắt vào ngày 1/3/2011 và tập 2 ra mắt vào 26/4/2011. Hiện tại 2 tác giả vẫn đang trong quá trình hoàn thiện tập 3 cũng là tập cuối của bộ truyện.

## Giải thưởng
Truyện tranh ngắn The boy and the paper plane được tuyển chọn đăng trong tuyển tập truyện tranh Đông Nam Á Liquid City. Tại triển lãm Espai Cromatic (Tây Ban Nha), Festival truyện tranh quốc tế Bucheon (Hàn Quốc), Thành Phong tham dự với tư cách một nghệ sĩ triển vọng của Việt Nam. Năm 2010, tác phẩm Bicof Story được chọn đăng trong tuyển tập truyện tranh của các họa sĩ trẻ Đông Nam Á. Năm 2011, tác phẩm Người hóa hổ được trao giải thưởng đặc biệt tại Liên hoan Truyện tranh và hoạt họa trẻ châu Á.

## Các hoạt động độc lập
Ngoài hoạt động vẽ truyện tranh theo nhóm, cả Thành Phong và Khánh Dương đều có những hoạt động riêng. Thành Phong tham gia sáng tác truyện tranh trên một số tạp chí nước ngoài đồng thời cộng tác minh họa với các nhà xuất bản trong nước. Khánh Dương là biên kịch bộ phim sitcom Nhật ký Vàng Anh phần 2, và có tham gia sáng tác một số tập phim trong sitcom Bộ tứ 10A8 - Những phóng viên vui nhộn. Do những hoạt động độc lập này, năm 2008 có thông tin nhóm vẽ đã giải tán, nhưng cả hai tác giả đều không lên tiếng khẳng định hay phủ nhận thông tin này.
Tháng 10 năm 2011, cuốn sách tranh Sát thủ đầu mưng mủ - Thành ngữ sành điệu bằng tranh của Thành Phong minh họa, và do Công ty Cổ phần Văn hóa và Truyền thông Nhã Nam liên kết với Nhà xuất bản Mỹ thuật ấn hành. Tự nhận là sách "thu thập các thành ngữ sành điệu của giới trẻ qua tranh vẽ", sách đã gây nhiều tranh cãi và bị thu hồi cũng như ngưng phát hành chỉ vài tuần sau đó.

## Đánh giá
Trên hầu hết các diễn đàn truyện tranh, những tác phẩm của Phong Dương được coi là có nét vẽ và nội dung điển hình của phong cách Việt Nam. Đánh giá về bộ truyện Orange của Phong Dương, Tiến sĩ Shine Toshihiko (Viện Nghiên cứu Ngôn ngữ và Văn hóa Á-Phi, Trường Đại học Ngoại ngữ Tokyo) nhận xét trong buổi tọa đàm tại Đại sứ quán Nhật Bản: "...Tính giải trí và tính nghệ thuật của tác phẩm đều ở trình độ cao. Hai tác giả thể hiện một cách chính xác những đặc điểm nhân chủng của người Việt. Đường phố hiện đại của Hà Nội hiện lên trong tranh của hai ông thật hiện thực và sinh động. Trước tác phẩm này, chắc chắn người Nhật cũng không ngại bỏ tiền mua ngay...". Trong chương trình Khi người ta trẻ (VTV6 – Đài Truyền hình Việt Nam), Phong chia sẻ với các bạn trẻ rằng để theo đuổi nghề vẽ truyện tranh còn nhiều khó khăn hiện nay, ngoài năng khiếu vẽ, trí tưởng tượng phong phú, còn cần lòng đam mê và nhiệt huyết.
Tập 1 bộ truyện tranh Orange khi ra mắt đã tạo nên 1 cơn sốt trong thị trường truyện tranh trong nước chưa từng có tiền lệ từ trước tới nay. Nhiều bạn đọc đã thức đêm túc trực trên trang web bán sách trực tuyến BookBuy để được đặt trước tác phẩm này. Sau khi tác phẩm phát hành, nhiều người hâm mộ còn thể hiện sự yêu mến tác phẩm bằng cách vẽ tranh fanart và đưa lên mạng.
Tuy nhiên, tập 1 của bộ truyện cũng gây ra nhiều tranh cãi về nội dung cũng như hình thức thể hiện trên một số diễn đàn dành cho giới trẻ trong nước. Đã có thời điểm, những bất đồng giữa phe yêu thích và chê bai tác phẩm bùng lên thành những cuộc cãi nhau xuyên diễn đàn.

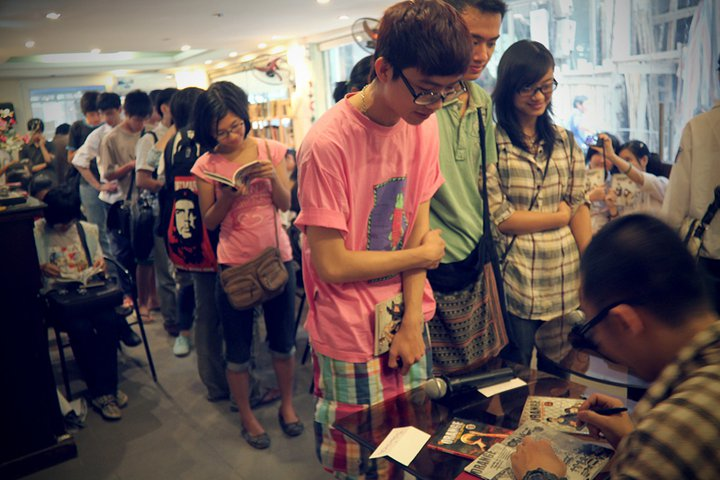
Buổi ra mắt tập 2 bộ truyện Orange
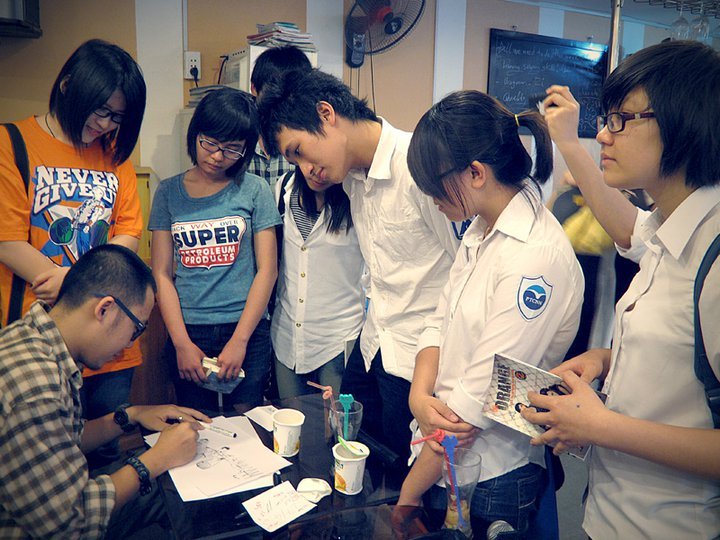
Tác giả Thành Phong
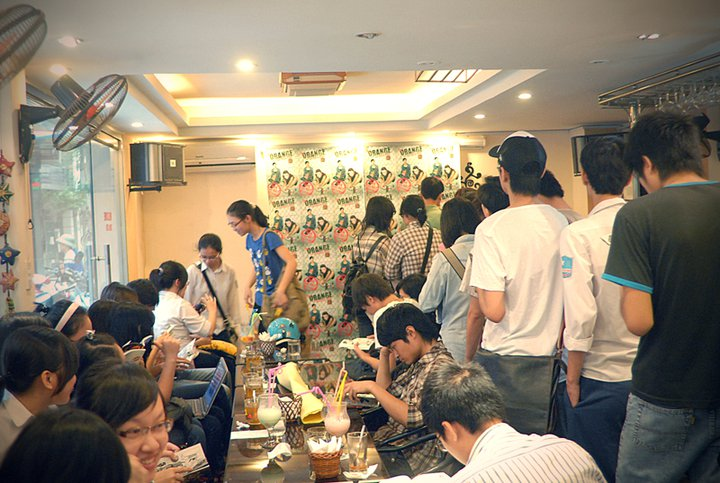
Độc giả xếp hàng chờ kí tặng
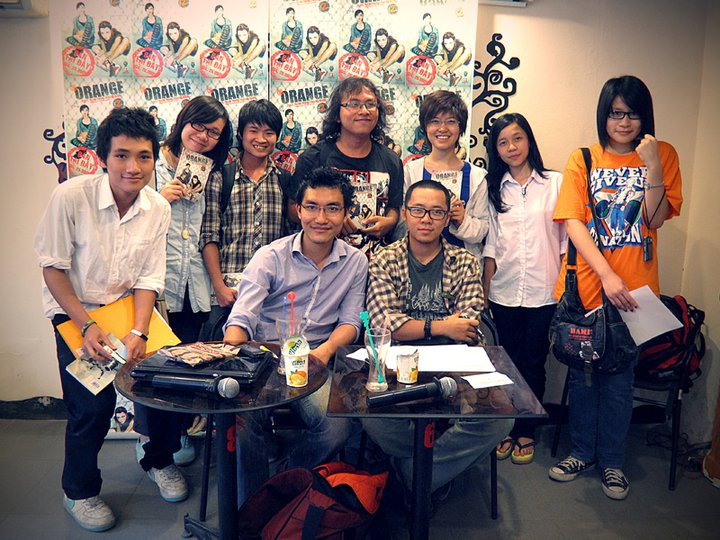
Hai tác giả cùng bạn đọc